# Разо
Разо́ (окс. razó или razo) — комментарии к произведениям трубадуров. Представляют собой короткие прозаические вставки, обыкновенно введённые в отдельные стихотворения в качестве предисловия и пояснения. Иногда разо повторяют сведения из средневековых биографий трубадуров (вида), описывая их происхождение, детали личной жизни и творчество. Границы этих двух жанров не поддаются чёткому определению.
Слово razó на окситанском языке имеет значение «причина». В средневековых французских песенниках (фр. chansonniers) стихи сопровождаются прозаическим комментарием, целью которого является показать причину возникновения того или иного лирического произведения. Эти тексты иногда составлялись на основе независимых источников, они дополняют вида, содержащиеся в этой же рукописи. Несмотря на то, что разо иногда просто создавались под влиянием буквального прочтения и вольного истолкования стихотворного произведения, они всё же содержат множество интересных и ценных сведений для литературного и исторического анализа лирики трубадуров. Большинство из сохранившихся разо созданы в 1227—1230 годах трубадуром Юком де Сант-Сирком, работавшим при многих европейских дворах.
Полное собрание разо с французским переводом и комментариями издано в Париже в 1964 году.
Примеры подобных биографических пояснений к стихам отсутствуют в литературе на других языках.